# دانيال أكوستا غارسيا
دانيال أكوستا غارسيا (بالإسبانية: Daniel Acosta García)‏ هو لاعب كرة قدم مكسيكي، ولد في 10 يونيو 1991. لعب مع نادي أمريكا.